# The Texas Twister
The Texas Twister — дебютний студійний альбом американського джазового саксофоніста Дона Вілкерсона, випущений у 1960 році лейблом Riverside.

## Опис
У 1960 році Кеннонболл Еддерлі спродюсував The Texas Twister, перший альбом Дона Вілкерсона в якості соліста. Тенор-саксофоніст (якому на той момент було 27 років) виглядає багатообіцяючим на цьому альбомів, виконуючи стандарти, та композиції у стиль бібоп, написані Еддерлі, піаністом Баррі Гаррісом, і маловідомим техаським музикантом Джимом Мартіном. Вілкерсон грає разом з Нетом Еддерлі на корнеті, Баррі Гаррісом на фортепіано, Лероєм Віннегаром та Семом Джонсом на контрабасі, і Біллі Хіггінсом на ударних.
Записаний під час двох сесій 19 травня (2, 3, 7) і 20 травня (1, 4—6) 1960 року у Фугаці-холі в Сан-Франциско, Каліфорнія. Альбом вийшов у серії «A Cannonball Adderley Presentation».

## Список композицій
1. «The Twister» (Джуліан Еддерлі) — 6:29
2. «Morning Coffee» (Баррі Гарріс) — 7:48
3. «Idiom» (Джим Мартін) — 5:14
4. «Jelly-Roll» (Дон Вілкерсон) — 7:40
5. «Easy to Love» (Коул Портер) — 4:34
6. «Where or When» (Річард Роджерс, Лоренц Гарт) — 3:58
7. «Media» (Джим Мартін) — 4:55

## Учасники запису
- Дон Вілкерсон — тенор-саксофон
- Нет Еддерлі — корнет (1—3, 4, 7)
- Баррі Гарріс — фортепіано
- Сем Джонс (1, 4—6), Лерой Віннегар (2, 3, 7) — контрабас
- Біллі Хіггінс — ударні

Технічний персонал
- Кеннонболл Еддерлі — продюсер
- Воллі Гейдер — інженер
- Джеррі Столл — фотографія
- Кен Дердофф — дизайн (обкладинка)
- Оррін Кіпньюз — текст